# Johannes Prochaska
Johannes Franz Josef Prochaska (* 4. Mai 1944 in Wien; † vor oder am 11. August 2025) war ein österreichischer Politiker (ÖVP). Er war von 1974 bis 2005 Abgeordneter zum Wiener Landtag und Gemeinderat. 

## Politik
Seine politische Laufbahn begann Prochaska in der Jungen Volkspartei. 1970 wurde er zum Landesobmann der Jugendorganisation der Wiener Volkspartei gewählt. Prochaska war von 1974 bis 2005 Mitglied des Wiener Landtages. Von 1979 bis 1991 war er weiters Landessekretär des ÖAAB-Wien und von 1984 bis 1990 Vorstandsmitglied der Kammer für Arbeiter und Angestellte Wien. Am 30. Oktober 1989 wurde er zum 3. Vorsitzenden des Gemeinderats gewählt, eine Funktion, die er bis 1991 ausübte. Von 1990 bis 2001 war Prochaska zudem Klubobmann.
Prochaska wurde 1994 zum Vizepräsidenten der österreichisch-tschechischen Gesellschaft gewählt. Johannes Prochaska war zudem Mitglied der ÖCV Verbindung Saxo-Bavaria Prag.

## Auszeichnungen und Ehrungen
- 1986: Goldenes Ehrenzeichen für Verdienste um das Land Wien[3][5]
- 2001: Großes Goldenes Ehrenzeichen für Verdienste um das Land Wien[6]
- 2002: Komtur des Ordens des heiligen Papstes Silvester[7]
- 2004: Großes Goldenes Ehrenzeichen für Verdienste um die Republik Österreich[8]